# علی‌‌بابا و چهل دزد
علی‌بابا و چهل دزد (عربی: علي بابا والأربعون لصا) نام داستانی از کتاب هزار و یک شب است. این داستان توسط آنتوان گالان، مترجم فرانسوی، به مجموعه هزار و یک شب افزوده شد. گالان این داستان را از یک داستان‌گوی سوری، به نام حنا دِیاب، شنیده‌بود. این داستان یکی از مشهورترین داستان‌های مجموعه «هزار و یک شب» است و بارها به‌طور گسترده بازگو شده و در بسیاری از رسانه‌ها، به‌ویژه برای کودکان، با سانسور جنبه‌های خشونت‌آمیز داستان، به تصویر کشیده شده است.
در نسخه اصلی، علی‌بابا هیزم‌شکن فقیر و صادقی است که راز لانه دزدان را کشف می‌کند و با عبارت سحرآمیز «باز شو کنجد» (عربی: إفتح یا سِمسِم) وارد آن می‌شود. دزدها سعی می‌کنند علی‌بابا را بکشند، اما کنیز وفادار علی‌بابا نقشه آنها را خنثی می‌کند. در نتیجه پسر علی‌بابا با او ازدواج می‌کند و علی‌بابا راز گنج را مخفی نگه می‌دارد.

## داستان
علی‌بابا و برادر بزرگترش قاسم پسران یک تاجر هستند. قاسم حریص پس از مرگ پدرشان، با زنی ثروتمند ازدواج می‌کند و ثروتمند می‌شود و از کسب و کار پدرشان می‌گذرد. علی‌بابا با زنی فقیر ازدواج می‌کند و به کار هیزم شکنی مشغول می‌شود.
روزی علی‌بابا مشغول جمع‌آوری و بریدن هیزم در جنگل است که به‌طور اتفاقی می‌شنود که یک گروه ۴۰ نفره از دزدان به دیدن گنج ذخیره شده خود می‌روند. گنج آنها در غاری است که دهانه آن با صخره‌ای عظیم مهر و موم شده است. روی کلمات جادویی کنجد «باز کن» باز می‌شود و روی کلمه «کنجد ببند» بسته می‌شود وقتی دزدها رفتند، علی‌بابا خودش وارد غار می‌شود و یک کیسه سکه طلا را به خانه می‌برد.
علی‌بابا و همسرش ترازوی همسر برادرش را قرض می‌گیرند تا ثروت جدیدشان را بسنجند. همسر قاسم بدون اینکه بدانند، یک لکه موم در ترازو می‌گذارد تا بفهمد علی‌بابا از آنها برای چه استفاده می‌کند، زیرا کنجکاو است که بداند برادر شوهر فقیر او چه نوع دانه‌ای را باید اندازه بگیرد. در کمال تعجب، یک سکه طلا را پیدا می‌کند که به ترازو چسبیده است و به شوهرش می‌گوید. علی‌بابا تحت فشار برادرش مجبور می‌شود راز غار را فاش کند. قاسم به غار می‌رود و الاغی را با خود می‌برد تا هرچه بیشتر گنج را بردارد. او با کلمات جادویی وارد غار می‌شود. با این حال، در طمع و هیجان خود برای گنج، کلمات را فراموش می‌کند تا دوباره بیرون بیاید و در نهایت به دام می‌افتد. دزدها او را در آنجا پیدا می‌کنند و می‌کشند. وقتی برادرش بر نمی‌گردد، علی‌بابا برای جستجوی او به غار می‌رود و جسد را می‌بیند که قطعه قطعه شده و هر قطعه درست در ورودی غار نمایش داده می‌شود، تا هشداری برای هر کسی که ممکن است تلاش کند. وارد غار شود باشد.
علی‌بابا جسد را به خانه می‌آورد جایی که مرجانه کنیزی باهوش در خانواده قاسم، با این وظیفه که دیگران را باور کنند که قاسم به مرگ طبیعی مرده است. اول، مرجانه از یک پزشک دارو می‌خرد و به او می‌گوید که قاسم به شدت بیمار است. سپس، او خیاط پیری معروف به بابا مصطفی را پیدا می‌کند که به او پول می‌دهد، چشمانش را می‌بندد و به خانه قاسم می‌برد. در آنجا، یک شبه، خیاط تکه‌های بدن قاسم را دوباره به هم می‌دوزد. علی. بابا و خانواده‌اش می‌توانند بدون اینکه کسی به چیزی مشکوک باشد، قاسم را دفن کنند.
سارقان با یافتن جسد ناپدید شده، متوجه می‌شوند که شخص دیگری باید از راز آنها مطلع شده باشد و بنابراین، به دنبال او می‌روند. یکی از دزدها به شهر می‌رود و با بابا مصطفی روبرو می‌شود که می‌گوید تکه‌های یک جسد را به هم دوخته است. دزد که متوجه می‌شود که مرده، قربانی دزدان شده است، از بابا مصطفی می‌خواهد که راه را به خانه‌ای که در آن عمل انجام شده هدایت کند. خیاط دوباره چشم بسته می‌شود و در این حالت می‌تواند گام‌های خود را دوباره طی کند و خانه را پیدا کند. دزد در را با یک نماد مشخص می‌کند تا سارقان دیگر بتوانند همان شب برگردند و همه افراد خانه را بکشند. با این حال، دزد توسط مرجانه دیده شده است که وفادار به اربابش، نقشه دزد را با علامت گذاری مشابه همه خانه‌های محله خنثی می‌کند. وقتی ۴۰ دزد همان شب بر می‌گردند، نمی‌توانند خانه صحیح را شناسایی کنند و رهبر آنها با خشم، دزد ناموفق را می‌کشد. فردای آن روز، دزد دیگری دوباره به بابا مصطفی سر می‌زند و دوباره تلاش می‌کند. فقط این بار یک تکه از پله سنگی جلوی در علی‌بابا کنده می‌شود. دوباره مرجانه با ساختن تراشه‌های مشابه در تمام درهای دیگر نقشه را خنثی می‌کند و دزد دوم نیز به دلیل شکست خود کشته می‌شود. بالاخره رهبر دزدها می‌رود و خودش را نگاه می‌کند. او این بار تمام جزئیات نمای بیرونی خانه علی‌بابا را حفظ می‌کند.
رهبر دزدها وانمود می‌کند که تاجر نفت است و نیازمند مهمان نوازی علی‌بابا است و با خود ۳۸ کوزه روغن را می‌آورد که یکی پر از روغن و ۳۷ تای دیگر بقیه دزدان را پنهان می‌کند. وقتی علی‌بابا خواب است، دزدها قصد دارند او را بکشند. دوباره مرجانه نقشه را کشف می‌کند و این نقشه را خنثی می‌کند و ۳۷ دزد را در ظرف‌های روغن خود با ریختن روغن جوش روی آنها می‌کشد. وقتی رهبر آنها برای بیدار کردن افرادش می‌آید، متوجه می‌شود که همه آنها مرده‌اند و فرار می‌کند. صبح روز بعد مرجانه به علی‌بابا از دزدهای داخل کوزه می‌گوید. آنها را دفن می‌کنند و علی‌بابا با دادن آزادی مرجانه قدردانی خود را نشان می‌دهد.
برای انتقام گرفتن، رهبر دزدها خود را به عنوان یک تاجر تثبیت می‌کند، با پسر علی‌بابا (که اکنون مسئول تجارت قاسم است) دوست می‌شود و برای شام در خانه علی‌بابا دعوت می‌شود. با این حال، دزد توسط مرجانه شناخته می‌شود، او رقص شمشیر را با خنجر برای غذاخوری‌ها اجرا می‌کند و آن را در قلب دزد فرو می‌برد، زمانی که او از گارد خود خارج می‌شود. علی‌بابا ابتدا از دست مرجانه عصبانی است، اما وقتی متوجه می‌شود که دزد می‌خواهد او را بکشد، بسیار سپاسگزار است و به مرجانه با ازدواج او با پسرش پاداش می‌دهد. سپس علی‌بابا تنها کسی است که از راز گنج در غار و نحوه دسترسی به آن آگاه است.

## نگارخانه

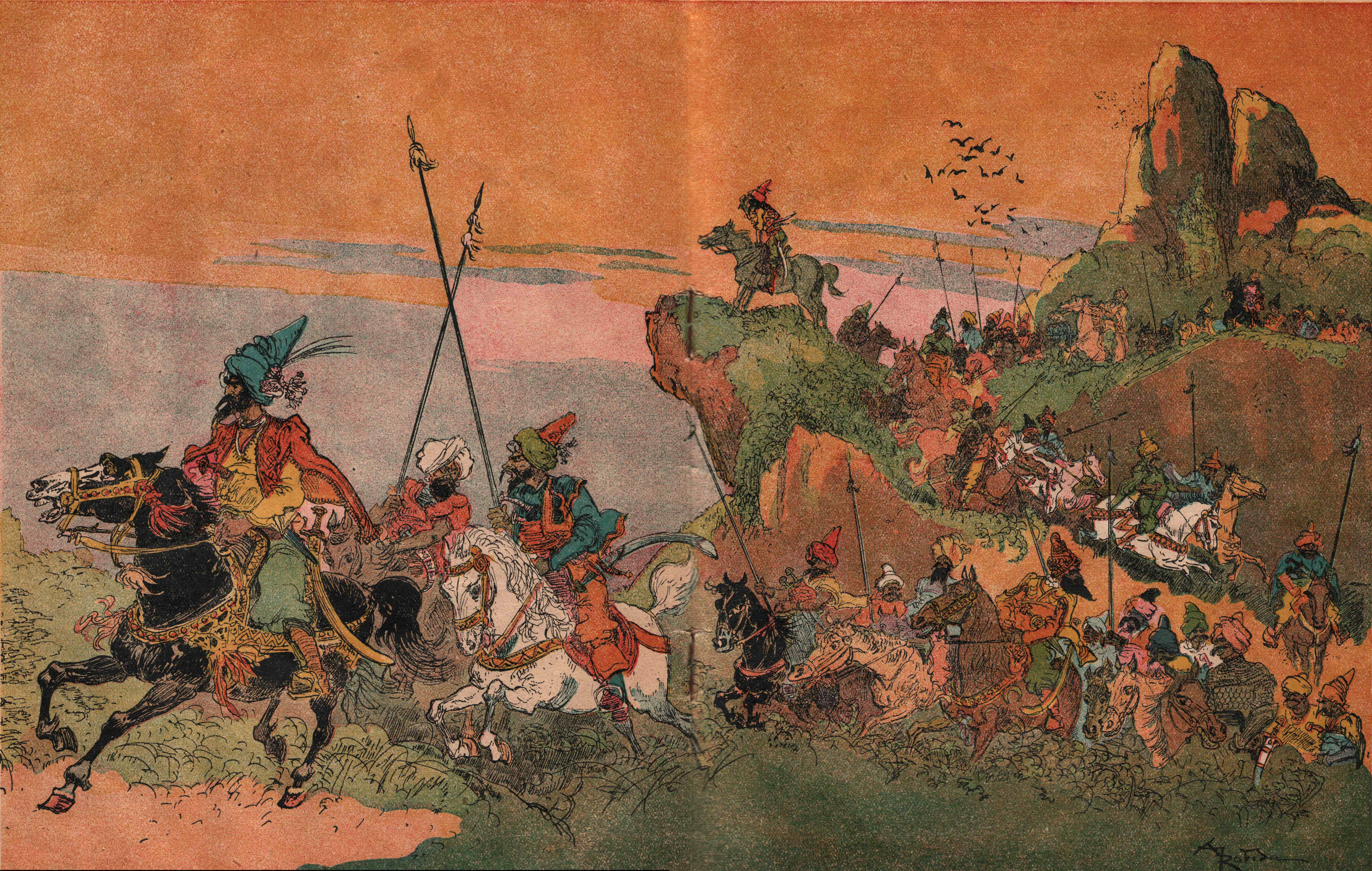
نگاره‌ای از چهل دزد.
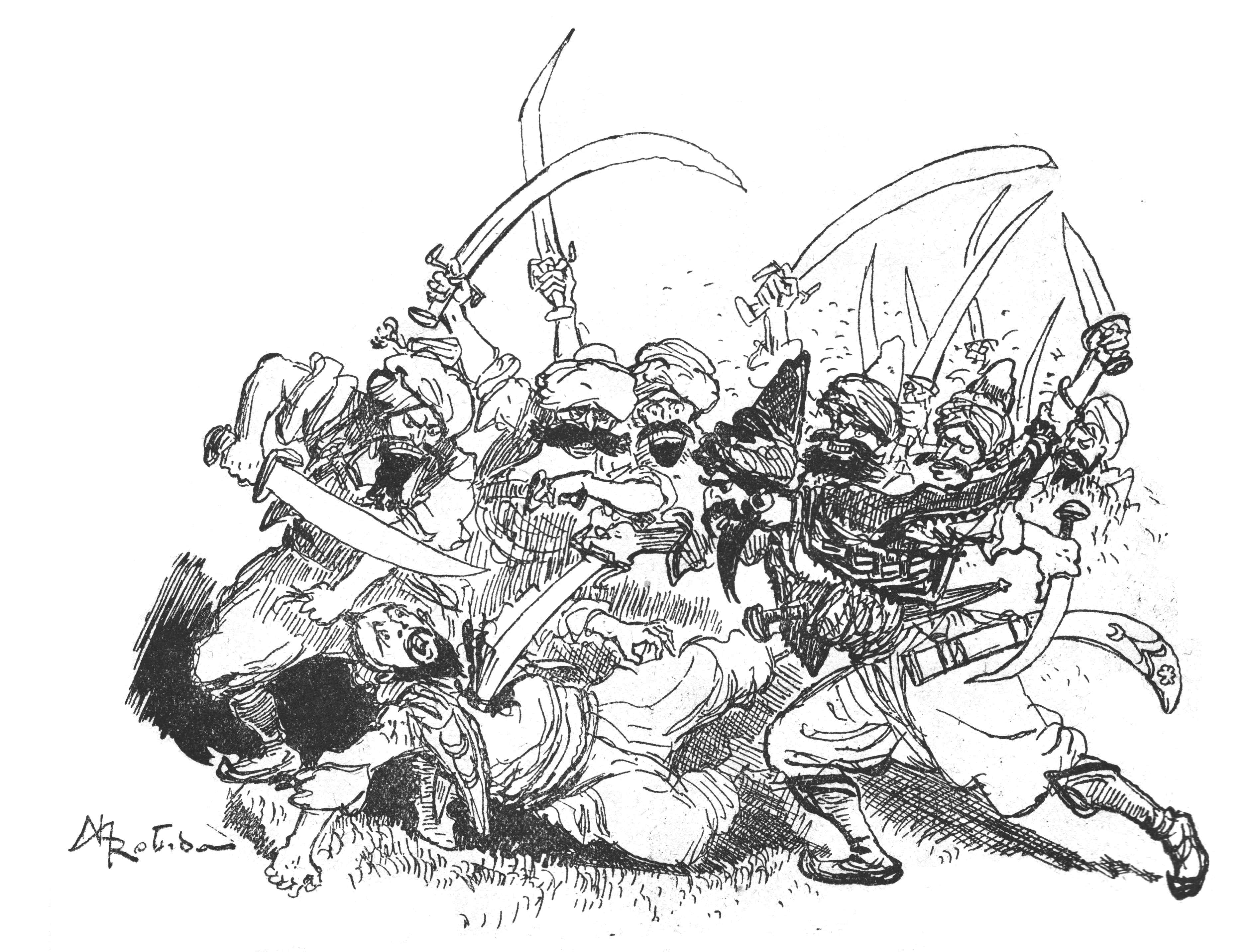
چهل دزد به قاسم، برادر علی‌بابا، حمله می‌کنند.
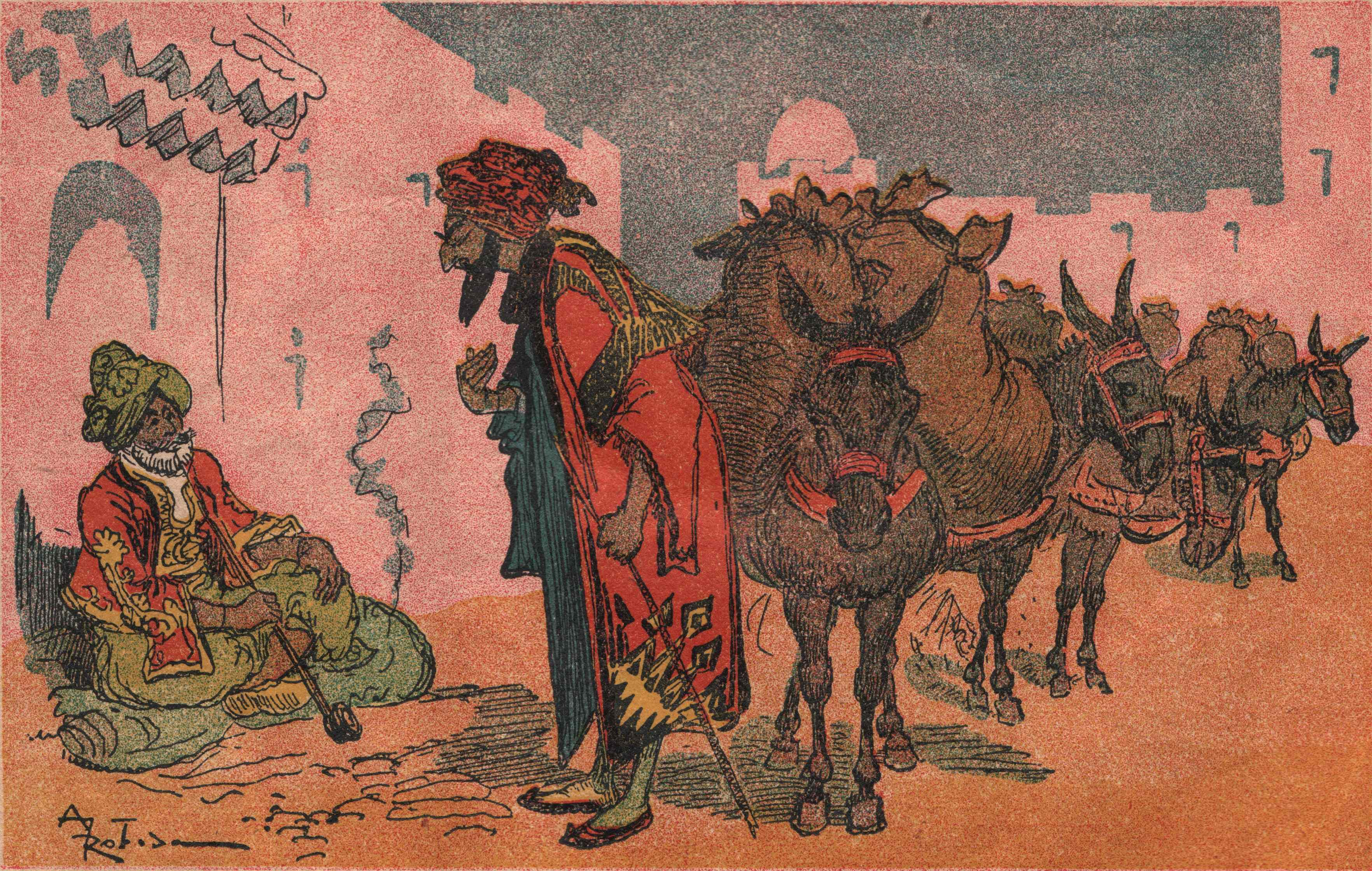
یکی از چهل دزد سعی در کشف محل خانهٔ علی‌بابا می‌کند.
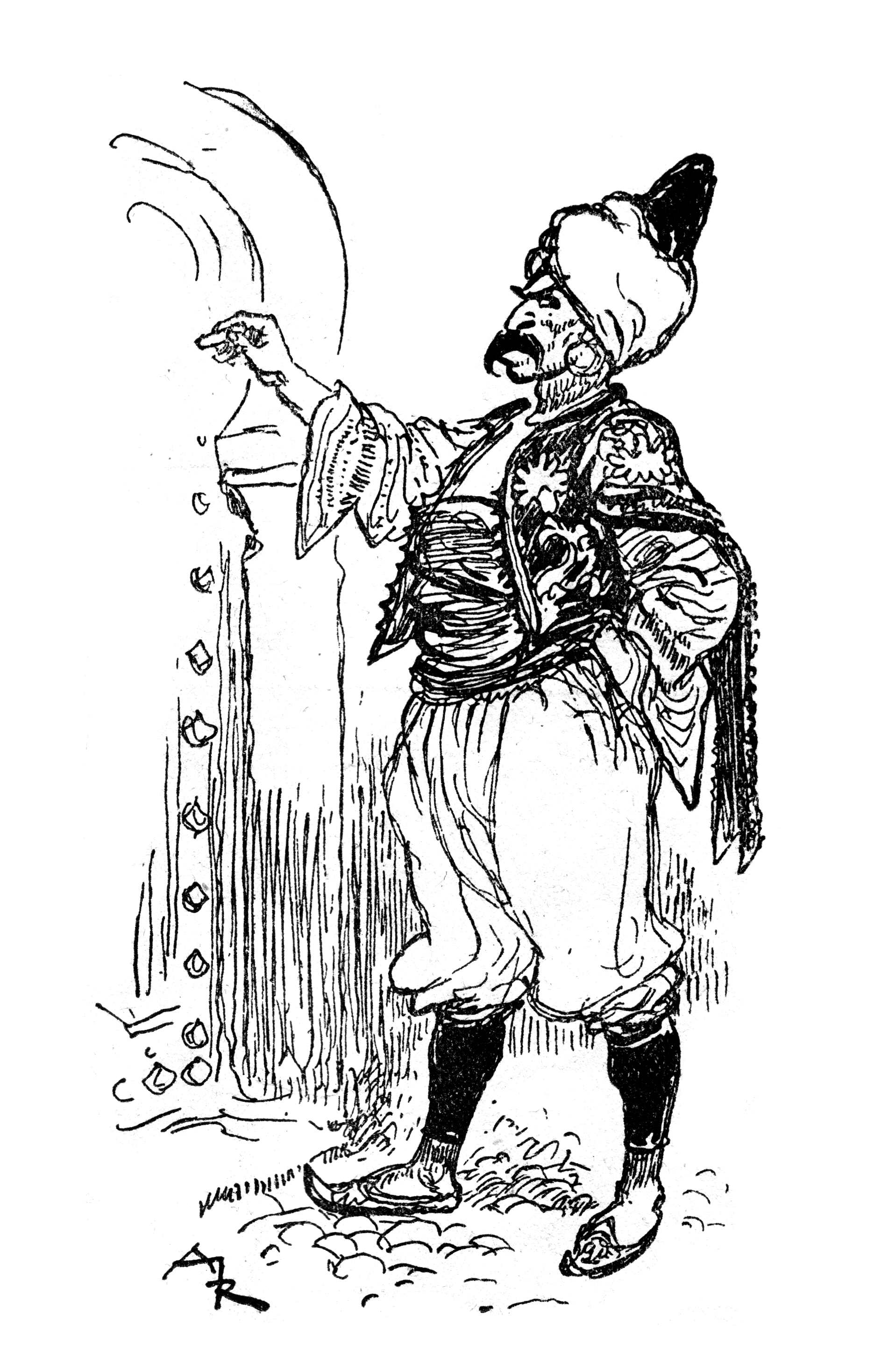
یکی از چهل دزد در خانه علی‌بابا را علامت‌گذاری می‌کند.
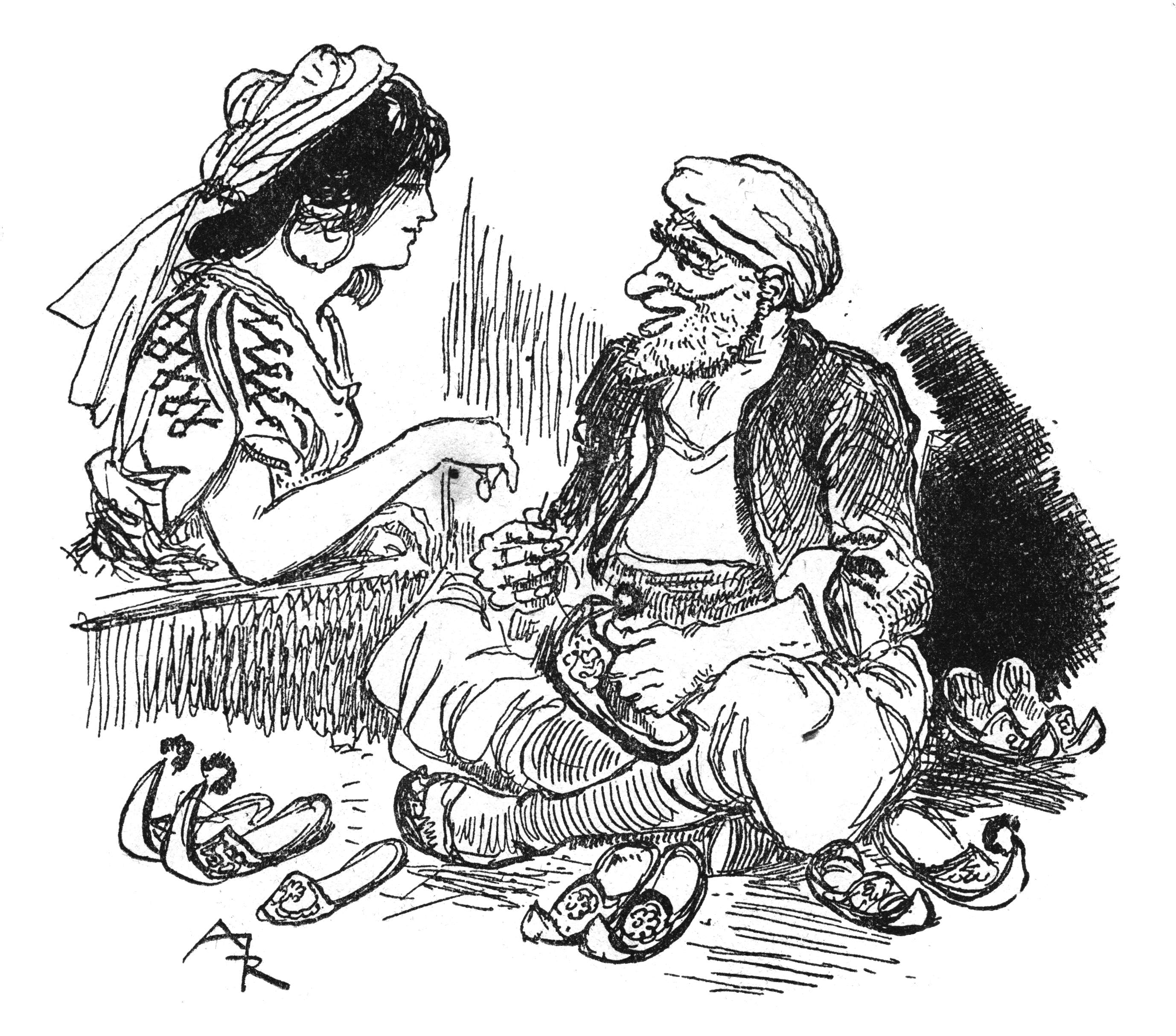
مورگیانا به بابا مصطفی پینه‌دوز پول می‌دهد.
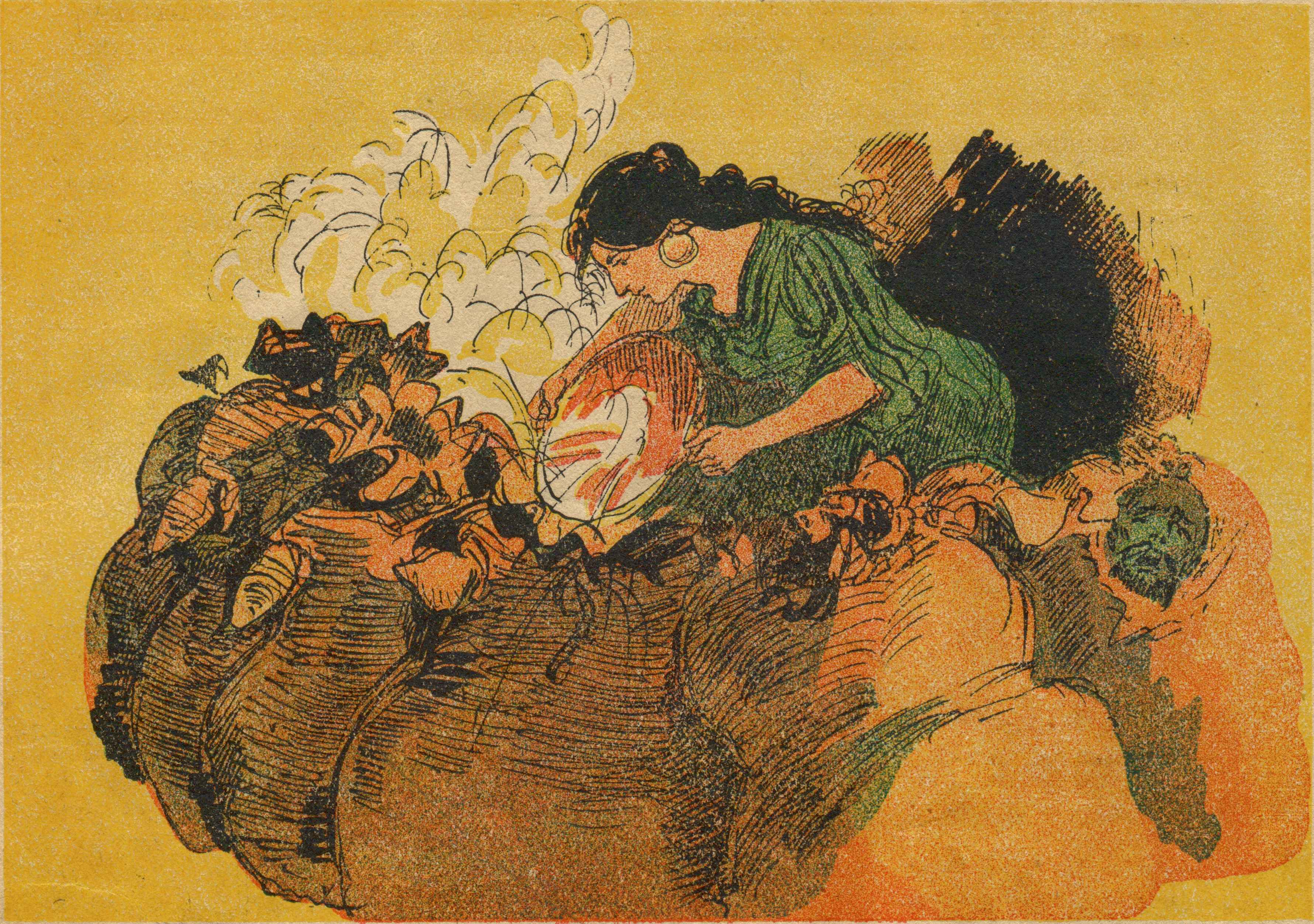
مورگیانا روغن داغ جوشان را درون بشکه‌هایی که چهل دزد در آن مخفی شده‌اند، می‌ریزد.
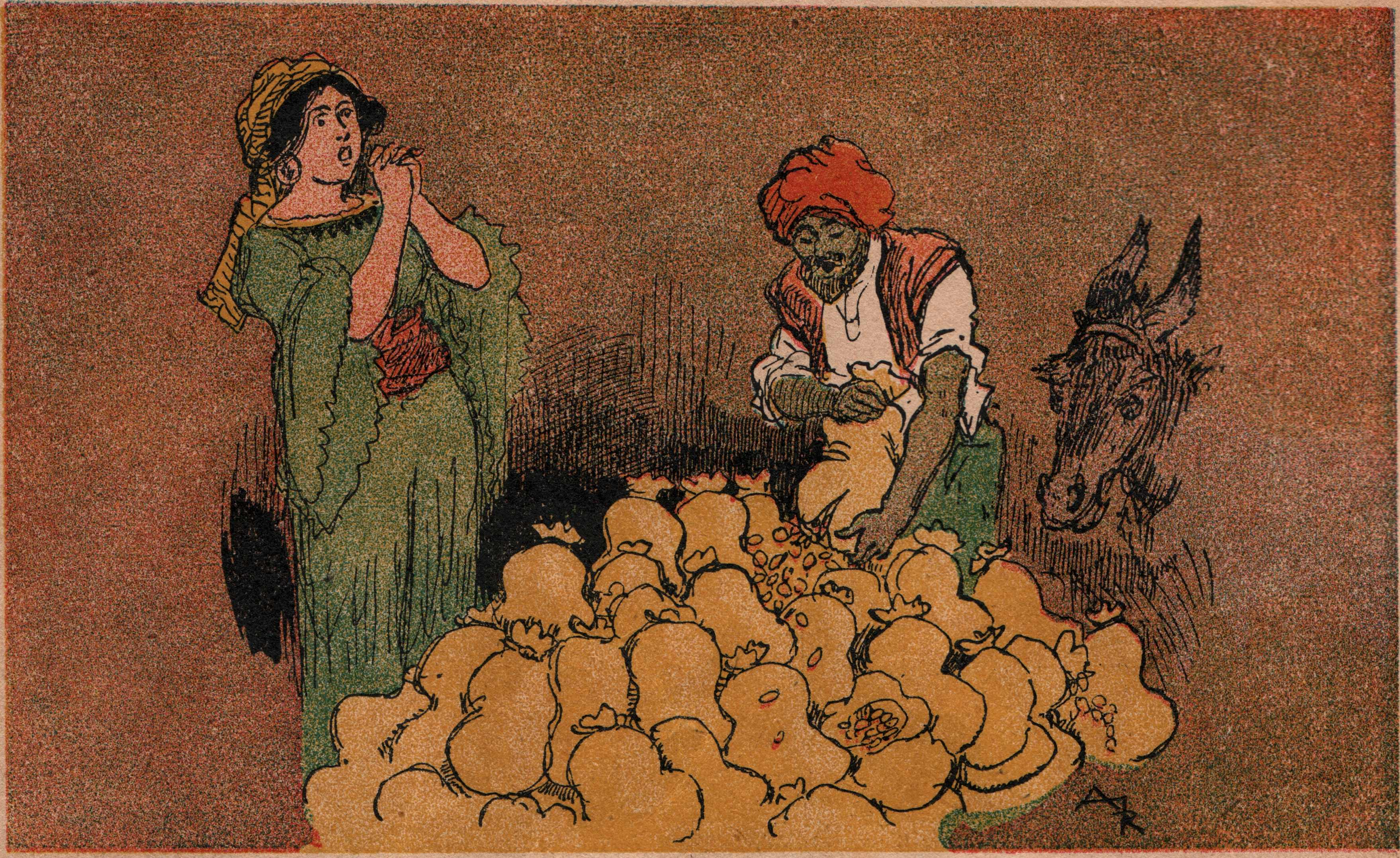
علی‌بابا گنجینه‌هایی را از غار سحرآمیز به مورگیانا هدیه می‌دهد.